# 木戶站
木戶站（日语：／ Kido eki */?）是位於日本福島縣雙葉郡楢葉町大字山田岡，屬於東日本旅客鐵道（JR東日本）常磐線的鐵路車站。

## 車站構造
本站為對向式月台2面2線的地面車站。月台之間透過跨線天橋聯絡。

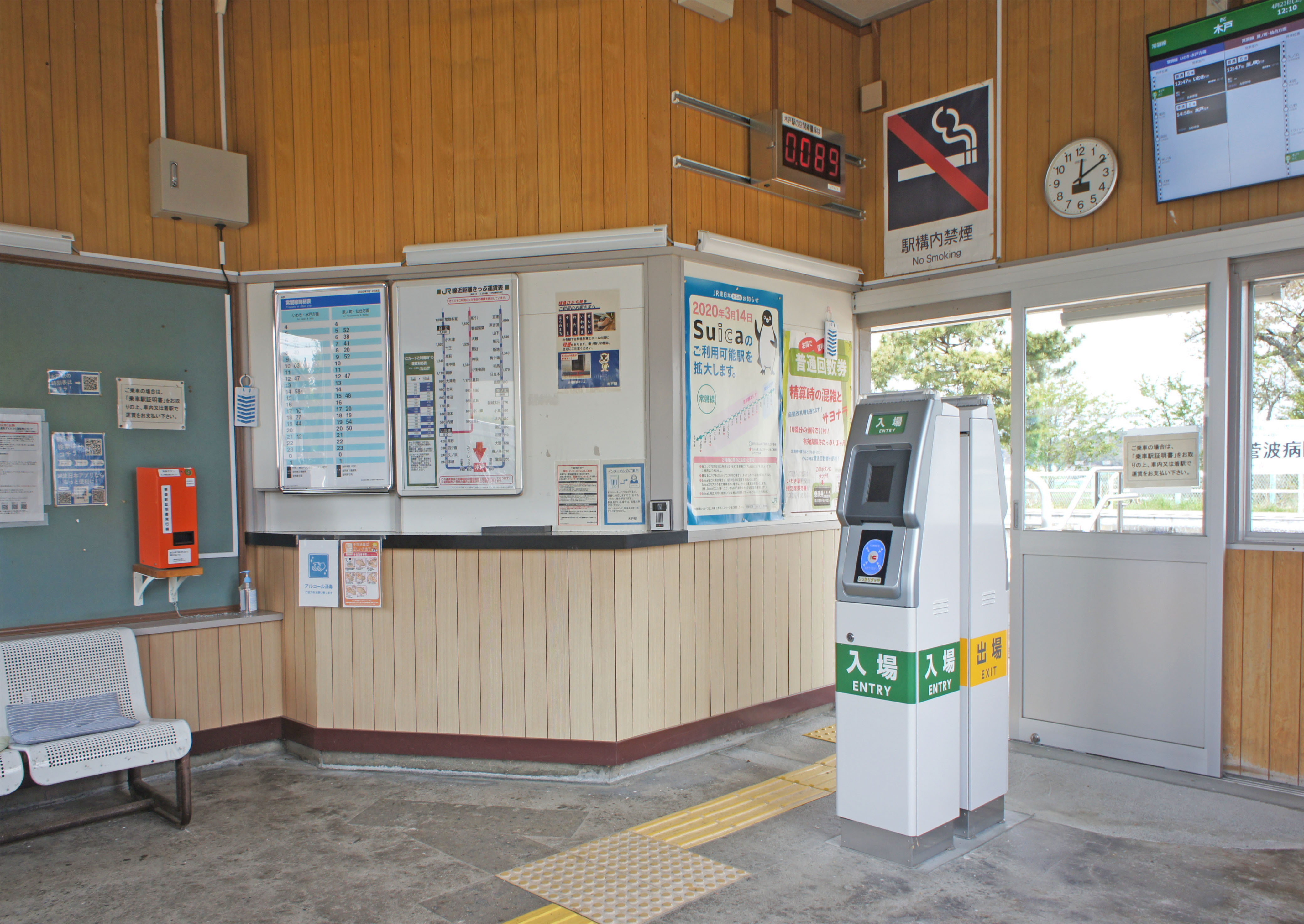
驗票口（2022年4月）
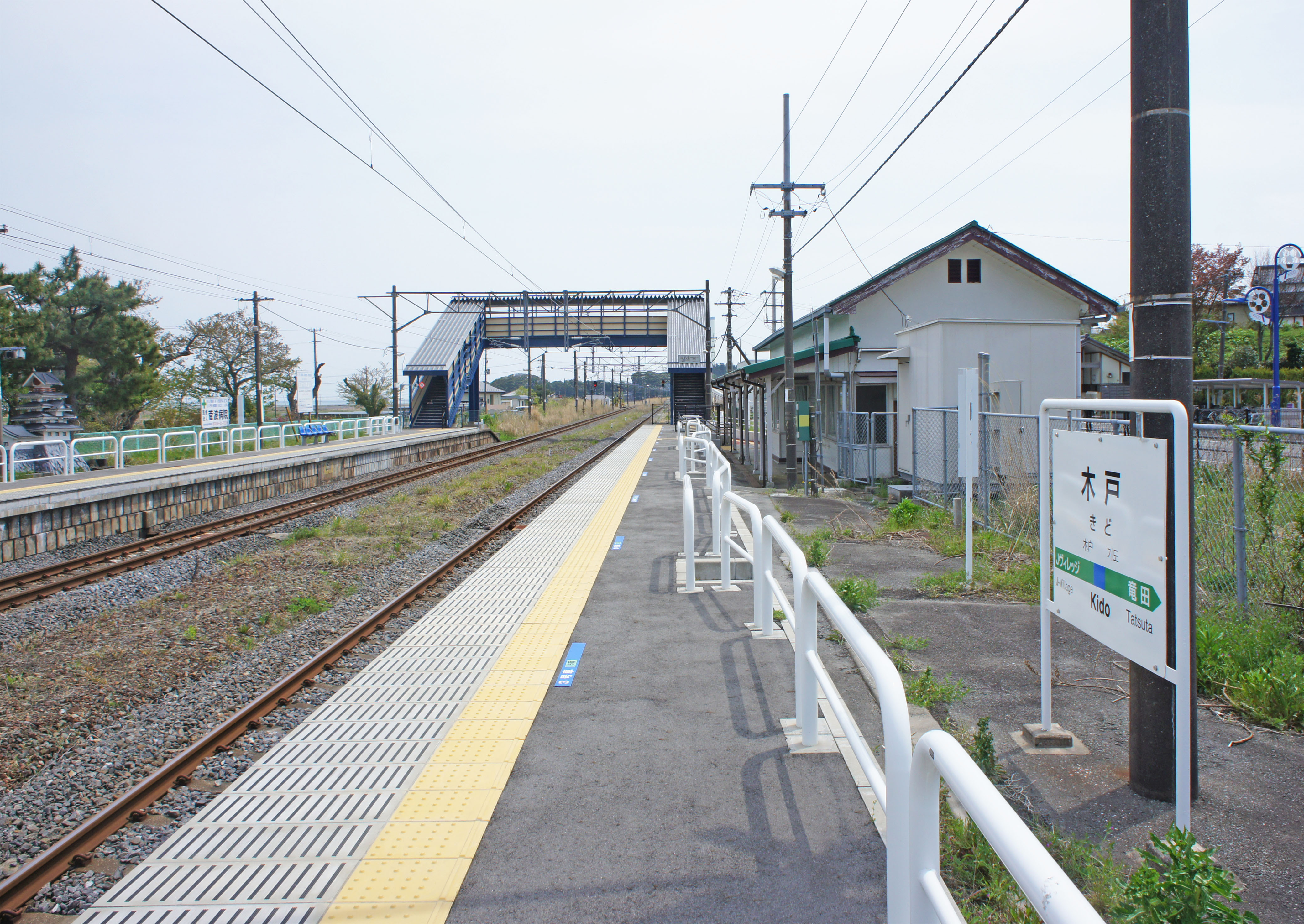
月台（2022年4月）

### 月台配置
| 月台 | 路線    | 方向 | 目的地           |
| ---- | ------- | ---- | ---------------- |
| 1    | ■常磐線 | 下行 | 原之町、仙台方向 |
| 2    | ■常磐線 | 上行 | 磐城、水戶方向   |

（來源：JR東日本:車站構內圖）

## 使用情況
根據JR東日本，2001年度（平成13年度）- 2010年度（平成22年度）1日平均上車人次推移如下表。
2011年（平成23年）3月11日 - 2014年（平成26年）5月31日前述路段營業休止，翌6月1日營業再開以後成為無人站，故此2011年度（平成23年度）以後統計值不再公佈。
| 上車人次推移       | 上車人次推移     | 上車人次推移    |
| 年度               | 1日平均 上車人次 | 來源            |
| ------------------ | ---------------- | --------------- |
| 2001年（平成13年） | 205              | [ 利用客数 1 ]  |
| 2002年（平成14年） | 204              | [ 利用客数 2 ]  |
| 2003年（平成15年） | 207              | [ 利用客数 3 ]  |
| 2004年（平成16年） | 188              | [ 利用客数 4 ]  |
| 2005年（平成17年） | 175              | [ 利用客数 5 ]  |
| 2006年（平成18年） | 176              | [ 利用客数 6 ]  |
| 2007年（平成19年） | 166              | [ 利用客数 7 ]  |
| 2008年（平成20年） | 174              | [ 利用客数 8 ]  |
| 2009年（平成21年） | 160              | [ 利用客数 9 ]  |
| 2010年（平成22年） | 145              | [ 利用客数 10 ] |

## 相鄰車站
東日本旅客鐵道（JR東日本）
■常磐線
J村－木戶－龍田

### 使用情況
1. ↑  . 東日本旅客鉄道.   [2019-03-04]. （原始内容存档于2019-04-02）.
2. ↑  . 東日本旅客鉄道.   [2019-03-04]. （原始内容存档于2019-04-02）.
3. ↑  . 東日本旅客鉄道.   [2019-03-04]. （原始内容存档于2019-04-02）.
4. ↑  . 東日本旅客鉄道.   [2019-03-04]. （原始内容存档于2019-04-02）.
5. ↑  . 東日本旅客鉄道.   [2019-03-04]. （原始内容存档于2017-08-08）.
6. ↑  . 東日本旅客鉄道.   [2019-03-04]. （原始内容存档于2019-03-27）.
7. ↑  . 東日本旅客鉄道.   [2019-03-04]. （原始内容存档于2017-08-08）.
8. ↑  . 東日本旅客鉄道.   [2019-03-04]. （原始内容存档于2019-04-02）.
9. ↑  . 東日本旅客鉄道.   [2019-03-04]. （原始内容存档于2019-04-02）.
10. ↑  . 東日本旅客鉄道.   [2019-03-04]. （原始内容存档于2016-03-27）.

## 外部連結
- 車站資訊（木戶）：東日本旅客鐵道